# ルイジアナ (装甲艦)
CSS ルイジアナ （CSS Louisiana）は南北戦争中のアメリカ連合国海軍（南部海軍）の砲郭型装甲艦で、ミシシッピ川下流をアメリカ合衆国海軍（北部海軍）の侵攻から守るために建造された。艦名はルイジアナ州に由来する。ジャクソン要塞・セントフィリップ要塞の戦い（Battle of Forts Jackson and St. Philip）では主要な役割を果たし、戦いが南軍の敗北に終わると乗員の手で自焼・沈没した。

## 建造
ルイジアナは1861年10月中旬に、E.C. Murrayによってニューオーリンズのやや北の新設の造船所で建造が開始された。ルイジアナには外輪が2個、スクリューが2個あり、それぞれ別のエンジンで動かすようになっていた。外輪は船体中央に前後に並べて配置されており、艦に推進力を与えた。他方、スクリューは推進力ではなくミシシッピ川の予測が難しい水流の中で、舵の役割をすることが期待されていた。蒸気機関は蒸気船インゴマール（Ingomar）から取り外したものであったが、移設には2ヶ月を要した。砲郭部は前後25フィートを除いて艦のほぼ全長に及んでいた。装甲は平底レールから作成した鉄板を2層にしたものであり、上部4フィートは薄鋼板で覆われていた。
いくつかの理由が重なって建造は遅れた。第一は資材の不足であり、特に鉄が不足していた。南軍は常に補給に苦しんでいたが、特に北部海軍による港湾封鎖と、鉄道輸送に依存する陸軍の需要がさらに状況を悪化させた。港湾封鎖はフロリダからの軽量のオーク材の運送も不可能にしたため、造船所は代替資材を見つける必要があった。作業員のストライキも約1週間工期を遅延させた。さらに、地方の民兵組織が作業員を訓練やパレードに刈りだすことも労働力不足を招いた。隣接する造船所で装甲艦CSS ミシシッピが建造されており、熟練労働者の奪い合いも生じていた。この方はルイジアナを優先的に建造し、ミシシッピの建造は何らかの理由でルイジアナの建造が停止した場合にのみ進めるということで合意がなされた。ルイジアナの進水は1862年2月6日であり、建造が始まってからほぼ4ヶ月が経過していた。

## 戦闘

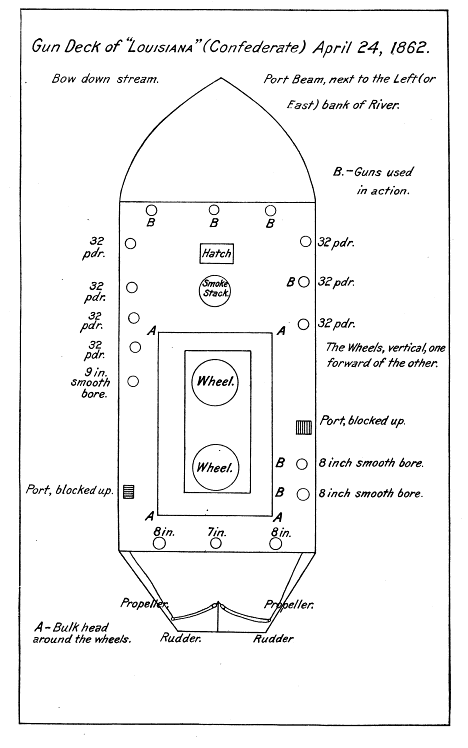
CSS ルイジアナの砲甲板の図

ルイジアナが進水した直後、デヴィッド・ファラガット代将が率いる北部海軍の西メキシコ湾封鎖艦隊がミシシッピ川下流に侵入し、ニューオーリンズから約120km下流に位置する、南軍のジャクソン要塞とセントフィリップ要塞を脅かした。デイビッド・ディクソン・ポーター中佐が、数隻の臼砲搭載艦からなる分遣戦隊を率いて、1862年4月16日に下流側に位置取り、18日には砲撃を開始した。両要塞の司令官であるジョンソン・ダンカン（Johnson K. Duncan）准将とその直属上官のマンスフィールド・ロベル（Mansfield Lovell）少将は、付近の南軍海軍兵力の指揮官であったウィリアム・ウィットル（William C. Whittle）中佐に対して、ルイジアナを未完成のままでも要塞付近に派遣するように要請した。ウィットルはその懇願を受け入れ、ルイジアナは4月20日に就役して正式に連合国海軍艦艇となり、チャールズ・マッキントッシュ（Charles F. McIntosh）中佐が艦長となった。
このときまでに、ルイジアナには主機関は据付けられていたが、舵の役割を果たすはずのスクリュー用機関の据付けはまだであった。さらに主機関も不十分であり、ボイラー圧を危険なまでにあげても、川の流れに逆らって進むのは難しいことがわかった。自身で動くことが出来ないため、艦内にまだ作業員を残したまま、ルイジアナは要塞の近くまで曳航された。そこでセントフィリップ要塞のやや上流左岸に接岸した。ダンカンは要塞の下流にルイジアナを配備することを望んでいたが、ウィットルは北軍臼砲に対し、甲板が装甲されていない彼の艦をリスクにさらしたくなかった。ルイジアナは次の戦闘までその位置に留まった。
ルイジアナが戦闘に耐えうるかを評価してみると、問題なのはエンジンだけではなかった。艦載砲の砲架は高すぎるか低すぎるかで調整が必要であった。作業員と工具で砲甲板が一杯であったため、乗員は訓練ができなかった。加えて、急な出撃のために乗員自体も不足しており、要塞から砲の操作要員を派遣してもらう必要があった・
ほぼ1週間におよぶ砲撃の後、ファラガットはその効果は不十分であると結論し、24日の夜に艦隊を要塞の前を通過して上流側に移動させた。停泊していた位置のため、ルイジアナの後部砲と左舷側の砲は使えなかった。その後発生した要塞と北軍艦隊の砲撃戦においてルイジアナが果たした役割は不明である。ダンカンはルイジアナが12発程度の砲撃を行ったのみであったと述べている。他方、北軍側の記録では、少なくとも北軍の1隻であるUSS ブルックリン（USS Brooklyn）と交戦したとされている。ルイジアナから発射された3発が北軍艦を貫いた。他方、北軍の砲撃はルイジアナの装甲に跳ね返された。ルイジアナの死者は3名であったが、いずれも露出部分に配備されていた。死者の一人は艦長のマッキントッシュ中佐であった.。

## 破壊
北部海軍の艦隊が射程外に去ると、ルイジアナには他にすることはなかった。これ以降ルイジアナの運命は、艦隊に随伴してきたベンジャミン・フランクリン・バトラー少将が率いる陸軍の攻撃が予想されていた要塞のそれに依存することとなった。しかしながら、4月28日の夜、ジャクソン要塞の兵が上官に反抗し、ポーターに対して両要塞の降伏を主張してきた。ポーターはダンカンとの交渉を行ったが、ルイジアナの海軍士官はこの交渉には関与していなかったため、両軍の交渉が続いている間に、ルイジアナを北軍に引き渡さないことを決定した。ルイジアナには火がつけられ、乗員は退艦した。火は直ぐにルイジアナを岸に繋いでいたもやい綱を焼き切り、ルイジアナは下流へ向かって漂流を始めた。セントフィリップ要塞に達したあたりで火薬庫に火がまわり、ルイジアナは爆沈した。この爆発のため、付近にいた兵士一人が死亡した。

## 評価
ルイジアナが行動できなかったことが要塞陥落の一因であるためか、ウィットル代将の次席士官であるジョン・ミッチェル（John K. Mitchell）中佐はルイジアナの問題点を指摘している。このいずれもがルイジアナの戦闘力に重大な影響を与えている。
1. 外輪のを前後に配置したため、後部外輪は常に前部外輪が作る水流の中にあり、推力が失われた。
2. この水流は舵のところで渦を巻き、操舵が不可能となった。
3. 砲郭の砲門は上下・左右とも小さすぎ、結果至近距離での砲戦しかできなかった。また発射方位は40度しかなかった。
4. 砲甲板は夏には耐え難い暑さになった。特にボイラーに火が入っているときはひどかった 。

## 現在
ルイジアナの残骸はミシシッピ川の川底に沈んでいたが、1981年11月に国立海中海洋機関（NUMA）の探査船が磁場探査により沈没場所を確認した。

## 参考資料
- Official Records of the Union and Confederate Navies in the War of the Rebellion, Series I,  27 vols.; Series II, 3 vols. Government Printing Office, 1894 - 1922.
- Scharf, J. Thomas, History of the Confederate States Navy from its organization to the surrender of its last vessel, etc.. Rogers and Sherwood, 1887; reprint, Random House, 1996. ISBN 0-517-18336-6.
- Silverstone, Paul H. (2006). Civil War Navies 1855–1883. The U.S. Navy Warship Series. New York: Routledge. ISBN 0-415-97870-X
- Still, William N., Jr. (1985). Iron Afloat: The Story of the Confederate Armorclads (Reprint of the 1971 ed.). Columbia, South Carolina: University of South Carolina Press. ISBN 0-87249-454-3